# Петросян, Артур Мушегович
Артур Мушегович Петросян (род. 10 ноября 1996, Гюмри) — российский борец греко-римского стиля, призёр первенств мира и Европы среди молодёжи, серебряный (2020) и бронзовый (2018, 2023) призёр чемпионатов России. Мастер спорта России международного класса. Выступает в легчайшей весовой категории (до 60 кг). Наставник Петросяна Давид Кадилов.

## Спортивные результаты
- Первенство мира среди молодёжи 2019 года  — ;
- Чемпионат России по греко-римской борьбе 2018 года — ;
- Чемпионат России по греко-римской борьбе 2020 года — ;
- Чемпионат России по греко-римской борьбе 2023 года — .